# موش جیب‌دار خاردار
موش جیب‌دار خاردار (نام علمی: Chaetodipus spinatus) نام یک گونه از سرده موش‌های جیب‌دار زبرمو است.